# Haplopseustis pyrrhias
Haplopseustis pyrrhias là một loài bướm đêm trong họ Noctuidae.